# Modena Football Club 2012-2013
Questa voce raccoglie le informazioni riguardanti il Modena Football Club nelle competizioni ufficiali della stagione 2012-2013.

## Stagione
La stagione 2012-2013 inizia con l'ingresso in società dell'imprenditore romano Stefano Commini. Vengono assunti come Direttore Generale Alessio Secco e come Direttore Sportivo Giuseppe Cannella. Il nuovo allenatore è Dario Marcolin.
Dopo avere eliminato il Südtirol nel secondo turno della Coppa Italia vincendo in casa per 2-0, la squadra viene estromessa al turno successivo dalla competizione ad opera della Reggina che passa allo Stadio Alberto Braglia segnando quattro reti nei tempi supplementari dopo che al novantesimo il risultato era di 1-1.
Il campionato inizia con due punti di penalizzazione per responsabilità oggettiva, che la società ha patteggiato al processo per il Calcioscommesse. Nella prima partita il Modena pareggia in casa per 1-1 con l'Hellas Verona. La squadra rimane nelle posizioni di medio-alta classifica per tutto il girone d'andata. L'avvio del girone di ritorno è però disastroso. La squadra raccoglie solo sei punti in undici giornate, perdendo o facendosi raggiungere sul pareggio spesso nei minuti finali. Dopo la sconfitta interna con l'Empoli viene risolto il contratto con l'allenatore Marcolin e viene ingaggiato al suo posto Walter Alfredo Novellino. Con il nuovo tecnico la squadra cambia subito passo e inizia a conquistare punti. Vincendo il derby con il Sassuolo torna a fare un pensierino anche ai play-off che sembravano ormai perduti, ma le successive partite contro squadre motivatissime a conquistare punti importanti per la salvezza costringono i canarini ad archiviare ogni sogno. Il Modena conclude il campionato a un dignitoso ottavo posto mettendo in luce il bomber Ardemagni che con 23 reti è il vicecapocannoniere del torneo.

## Divise e sponsor
Lo sponsor tecnico per la stagione 2012-2013 è Givova, mentre lo sponsor ufficiale è CPL Concordia - Coopgas.
| Casa | Trasferta | Terza divisa |

## Organigramma societario
Area direttiva
- Presidente onorario: Cav. Sergio Brighenti
- Presidente: Avv. Pierluigi Grana
- Amministratore delegato: Dott. Stefano Commini
- Direttore generale: Dott. Alessio Secco
- Consiglieri: Marja Caliendo, Luca Costa e Paolo Di Marco

Area organizzativa
- Segretario generale: Francesco Iacopino
- Addetto Stampa e Social Media Manager: Francesco Prandini
- Segreteria sportiva: Stefano Casolari
- Segreteria sportiva: Andrea Russo
- Responsabile sicurezza: Stefano Zoboli
- Responsabile amministrativo: Roberta Garaldi

Area comunicazione e marketing
- Sviluppo commerciale e marketing: Simone Palmieri, Annalisa Bollini

Area tecnica
- Direttore sportivo: Giuseppe Cannella
- Allenatore: Dario Marcolin poi Walter Alfredo Novellino
- Allenatore in seconda: Giuseppe Pancaro poi Giuseppe De Gradi
- Preparatore dei portieri: Gaetano Petrelli
- Preparatori atletici: Prof. Ruben Scotti, Prof. Cristian Freghieri
- Magazzinieri: Andrea Carra, Claudio Pifferi
- Responsabile settore giovanile: Massimo Taibi

Area sanitaria
- Responsabile sanitario: Dott. Fabrizio Corghi
- Medici sociali: Dott. Lorenzo Segre, Dott. Alessandro Valent
- Massaggiatori: Corrado Pizzarotti, Enrico Corradini, Andrea Martinelli

## Calciomercato

### Sessione estiva(dall'1/7 al 31/8)
| Acquisti | Acquisti          | Acquisti       | Acquisti      |
| R.       | Nome              | da             | Modalità      |
| -------- | ----------------- | -------------- | ------------- |
| P        | Simone Colombi    | Atalanta       | prestito      |
| P        | Angelo Di Stasio  | Salernitana    | svincolato    |
| P        | Nicolò Manfredini | Fiorentina     | comproprietà  |
| D        | Siniša Anđelković | Palermo        | prestito      |
| D        | Simone Gozzi      | Cagliari       | fine prestito |
| D        | Nikola Gulan      | Chievo         | svincolato    |
| D        | Alberto Massacci  | Manchester Utd | svincolato    |
| D        | Davide Zoboli     | Brescia        | svincolato    |
| D        | William Lacerda   | Genoa          | prestito      |
| C        | Federico Moretti  | Catania        | prestito      |
| C        | Wilfred Osuji     | Padova         | prestito      |
| C        | Stefano Sturaro   | Genoa          | prestito      |
| A        | Dejan Lazarević   | Genoa          | prestito      |
| A        | Biagio Pagano     | Torino         | definitivo    |
| A        | Juan Surraco      | Udinese        | prestito      |

| Cessioni | Cessioni            | Cessioni     | Cessioni      |
| R.       | Nome                | a            | Modalità      |
| -------- | ------------------- | ------------ | ------------- |
| P        | Nicholas Caglioni   | Crotone      | svincolato    |
| P        | Stefano Fortunato   | L.R. Vicenza | svincolato    |
| P        | Matteo Guardalben   |              | svincolato    |
| D        | Alessandro Bassoli  | Chievo       | svincolato    |
| D        | Mahamet Diagouraga  |              | svincolato    |
| D        | Jefferson Oliveira  | Udinese      | fine prestito |
| D        | Andrea Milani       | Latina       | svincolato    |
| D        | Romano Perticone    | Livorno      | fine prestito |
| D        | Paolo Ricchi        |              | svincolato    |
| D        | Erminio Rullo       |              | svincolato    |
| D        | Marco Turati        |              | svincolato    |
| C        | Federico Carraro    | Fiorentina   | fine prestito |
| C        | Alessandro De Vitis | Parma        | fine prestito |
| C        | Davide Di Gennaro   | Milan        | fine prestito |
| C        | Cris Gilioli        |              | svincolato    |
| C        | Ovidiu Petre        | Timișoara    | svincolato    |
| A        | Marco Cellini       | Varese       | fine prestito |
| A        | Ayres Fabinho       | Udinese      | fine prestito |

### Sessione invernale(dal 3/1 al 31/1)
| Acquisti | Acquisti             | Acquisti     | Acquisti |
| R.       | Nome                 | da           | Modalità |
| -------- | -------------------- | ------------ | -------- |
| C        | Andrea Mazzarani     | Napoli       | prestito |
| A        | Pasquale Maiorino    | L.R. Vicenza | prestito |
| A        | Giammario Piscitella | Genoa        | prestito |

| Cessioni | Cessioni             | Cessioni     | Cessioni   |
| R.       | Nome                 | a            | Modalità   |
| -------- | -------------------- | ------------ | ---------- |
| D        | Nazzareno Belfasti   | Gubbio       | prestito   |
| D        | Filippo Carini       | Pisa         | prestito   |
| C        | Maurizio Ciaramitaro | L.R. Vicenza | prestito   |
| C        | Mattia Spezzani      | Mantova      | definitivo |
| A        | Giuseppe Greco       | Pro Vercelli | definitivo |

## Rosa
| N. |                     | Ruolo | Calciatore           |
| -- | ------------------- | ----- | -------------------- |
| 1  | Italia (bandiera)   | P     | Simone Colombi       |
| 2  | Italia (bandiera)   | D     | Alberto Massacci     |
| 3  | Italia (bandiera)   | D     | Nazzareno Belfasti   |
| 4  | Italia (bandiera)   | C     | Riccardo Nardini     |
| 5  | Italia (bandiera)   | D     | Filippo Minarini     |
| 6  | Slovenia (bandiera) | D     | Siniša Anđelković    |
| 7  | Italia (bandiera)   | C     | Stefano Sturaro      |
| 8  | Italia (bandiera)   | C     | Francesco Signori    |
| 9  | Italia (bandiera)   | A     | Matteo Ardemagni     |
| 10 | Italia (bandiera)   | C     | Andrea Mazzarani     |
| 10 | Italia (bandiera)   | A     | Giuseppe Greco       |
| 11 | Italia (bandiera)   | A     | Francesco Stanco     |
| 12 | Italia (bandiera)   | P     | Nicolò Manfredini    |
| 13 | Italia (bandiera)   | D     | Armando Perna        |
| 14 | Italia (bandiera)   | C     | Maurizio Ciaramitaro |
| 17 | Brasile (bandiera)  | D     | William Lacerda      |

| N. |                     | Ruolo | Calciatore           |
| -- | ------------------- | ----- | -------------------- |
| 18 | Italia (bandiera)   | A     | Pasquale Maiorino    |
| 19 | Italia (bandiera)   | C     | Mattia Spezzani      |
| 21 | Italia (bandiera)   | C     | Daniele Dalla Bona   |
| 22 | Italia (bandiera)   | P     | Angelo Di Stasio     |
| 23 | Italia (bandiera)   | A     | Giammario Piscitella |
| 24 | Italia (bandiera)   | A     | Michele Trombetta    |
| 25 | Italia (bandiera)   | D     | Simone Gozzi         |
| 26 | Italia (bandiera)   | D     | Filippo Carini       |
| 27 | Serbia (bandiera)   | D     | Nikola Gulan         |
| 28 | Italia (bandiera)   | D     | Davide Zoboli        |
| 30 | Uruguay (bandiera)  | A     | Juan Surraco         |
| 31 | Italia (bandiera)   | A     | Biagio Pagano        |
| 32 | Slovenia (bandiera) | A     | Dejan Lazarević      |
| 33 | Italia (bandiera)   | C     | Federico Moretti     |
| 34 | Nigeria (bandiera)  | C     | Wilfred Osuji        |

## Staff tecnico
| Allenatore:              | Dario Marcolin poi Walter Alfredo Novellino |
| Allenatore in seconda:   | Giuseppe Pancaro poi Giuseppe De Gradi      |
| Team manager:            | Andrea Russo                                |
| Preparatore atletico:    | Ruben Scotti                                |
| Preparatore atletico:    | Cristian Freghieri                          |
| Allenatore dei portieri: | Gaetano Petrelli                            |
| Magazziniere:            | Andrea Carra                                |
| Magazziniere:            | Claudio Pifferi                             |

## Risultati

### Serie B

#### Girone di andata
| Arbitro: | Cervellera (Taranto) |

|             |           |               |
| Signori 49’ | Marcatori | 15’ Bacinovic |

| Arbitro: | Tommasi (Bassano del Grappa) |

|  |           |            |
|  | Marcatori | 52’ Stanco |

| Arbitro: | Mariani (Aprilia) |

|            |           |                       |
| Stanco 71’ | Marcatori | 69’ Ebagua 90+4’ Koné |

| Arbitro: | Roca (Foggia) |

|                       |           |                           |
| Ceravolo 24’ Comi 86’ | Marcatori | 39’ Surraco 67’ Ardemagni |

| Arbitro: | Gavillucci (Latina) |

|               |           |  |
| Ardemagni 47’ | Marcatori |  |

| Arbitro: | Pinzani (Empoli) |

|                                 |           |           |
| And. Caracciolo 50’, 73’ (rig.) | Marcatori | 57’ Gozzi |

| Arbitro: | Castrignanò (Brindisi) |

|                |           |             |
| Mammarella 26’ | Marcatori | 48’ Signori |

| Arbitro: | Irrati (Pistoia) |

|                                            |           |  |
| Ardemagni 23’ (rig.), 68’, 87’ Signori 68’ | Marcatori |  |

| Arbitro: | Fabbri (Ravenna) |

|  |           |                                         |
|  | Marcatori | 13’, 58’ Ardemagni 41’ (aut.) Pellizzer |

| Modena 20 ottobre 2012, ore 15:00 UTC+2 10ª giornata | Modena                 | 0 – 0 referto | Grosseto | Stadio Alberto Braglia\| Arbitro: \| Manganiello (Pinerolo) \| |
| Arbitro:                                             | Manganiello (Pinerolo) |               |          |                                                                |

| Arbitro: | Roca (Foggia) |

|                                                            |           |                        |
| Anđelković 34’ (aut.) Tavano 35’ Maccarone 61’ D. Moro 86’ | Marcatori | 63’ Stanco 73’ Moretti |

| Modena 30 ottobre 2012, ore 20:45 UTC+1 12ª giornata | Modena       | 0 – 0 referto | Padova | Stadio Alberto Braglia\| Arbitro: \| Nasca (Bari) \| |
| Arbitro:                                             | Nasca (Bari) |               |        |                                                      |

| Arbitro: | Velotto (Grosseto) |

|               |           |  |
| Ardemagni 84’ | Marcatori |  |

| Arbitro: | Di Paolo (Avezzano) |

|                |           |                    |
| Iemmello 90+3’ | Marcatori | 33’, 84’ Lazarević |

| Arbitro: | Pairetto (Nichelino) |

|            |           |          |
| Pagano 44’ | Marcatori | 18’ Zaza |

| Arbitro: | Fabbri (Ravenna) |

|                               |           |  |
| Caputo 64’ (rig.), 88’ (rig.) | Marcatori |  |

| Arbitro: | Cervellera (Taranto) |

|                 |           |  |
| Ardemagni 90+4’ | Marcatori |  |

| Arbitro: | Merchiori (Ferrara) |

|                          |           |  |
| Boakye 32’ Catellani 57’ | Marcatori |  |

| Arbitro: | Di Bello (Brindisi) |

|                                  |           |  |
| Ardemagni 34’, 64’ Lazarević 78’ | Marcatori |  |

| Arbitro: | Velotto (Grosseto) |

|                                                |           |                                             |
| Castiglia 4’ Pinardi 34’ (rig.) Giacomelli 50’ | Marcatori | 30’ Lazarević 45’ (rig.) G. Greco 84’ Gozzi |

| Arbitro: | Tommasi (Bassano del Grappa) |

|                      |           |  |
| Ardemagni 86’ (rig.) | Marcatori |  |

#### Girone di ritorno
| Arbitro: | Di Bello (Brindisi) |

|                            |           |                   |
| Cacia 8’, 64’ Jorginho 74’ | Marcatori | 2’ (aut.) Maietta |

| Arbitro: | Castrignanò (Brindisi) |

|                      |           |                           |
| Ardemagni 86’ (rig.) | Marcatori | 81’, 90+4’ (rig.) Litteri |

| Arbitro: | Candussio (Cervignano del Friuli) |

|                       |           |  |
| Franco 56’ Filipe 77’ | Marcatori |  |

| Arbitro: | Roca (Foggia) |

|               |           |               |
| Ardemagni 34’ | Marcatori | 90+2’ Gerardi |

| Arbitro: | Giancola (Vasto) |

|                    |           |                             |
| Dionisi 49’ (rig.) | Marcatori | 32’ Lazarević 85’ Ardemagni |

| Arbitro: | Manganiello (Pinerolo) |

|            |           |                               |
| Stanco 56’ | Marcatori | 39’ Budel 88’ And. Caracciolo |

| Arbitro: | La Penna (Roma) |

|                                 |           |                           |
| Zoboli 21’ Ardemagni 36’ (rig.) | Marcatori | 56’ Falcinelli 90’ Turchi |

| Arbitro: | Cervellera (Taranto) |

|           |           |  |
| Succi 49’ | Marcatori |  |

| Arbitro: | Di Paolo (Avezzano) |

|                                       |           |                                         |
| Ardemagni 5’ Mazzarani 65’ Pagano 75’ | Marcatori | 70’ Gasparetto 72’ Di Nardo 80’ C. Sosa |

| Arbitro: | Nasca (Bari) |

|                              |           |  |
| Lupoli 34’ G. Delvecchio 74’ | Marcatori |  |

| Arbitro: | Pairetto (Nichelino) |

|                              |           |                                |
| Ardemagni 38’ Anđelković 86’ | Marcatori | 13’, 74’ Maccarone 44’ D. Moro |

| Arbitro: | Pinzani (Empoli) |

|  |           |               |
|  | Marcatori | 86’ Mazzarani |

| Arbitro: | Velotto (Grosseto) |

|             |           |  |
| Caserta 47’ | Marcatori |  |

| Arbitro: | Fabbri (Ravenna) |

|               |           |  |
| Ardemagni 67’ | Marcatori |  |

| Arbitro: | Mariani (Aprilia) |

|                 |           |                                            |
| Soncin 34’, 59’ | Marcatori | 18’ Dalla Bona 61’ Mazzarani 73’ Ardemagni |

| Modena 16 aprile 2013, ore 20:45 UTC+2 37ª giornata | Modena                 | 0 – 0 referto | Bari | Stadio Alberto Braglia\| Arbitro: \| Castrignanò (Brindisi) \| |
| Arbitro:                                            | Castrignanò (Brindisi) |               |      |                                                                |

| Arbitro: | Baracani (Firenze) |

|  |           |           |
|  | Marcatori | 53’ Gozzi |

| Arbitro: | Borriello (Mantova) |

|                    |           |               |
| Ardemagni 74’, 90’ | Marcatori | 37’ Catellani |

| Arbitro: | Pasqua (Tivoli) |

|                          |           |                  |
| Eramo 16’ Gabionetta 38’ | Marcatori | 45+1’ Anđelković |

| Arbitro: | Pairetto (Nichelino) |

|  |           |                |
|  | Marcatori | 55’ Mustacchio |

| Arbitro: | Abbattista (Molfetta) |

|               |           |               |
| Sansovini 89’ | Marcatori | 19’ Ardemagni |

### Coppa Italia
| Arbitro: | Di Paolo (Avezzano) |

|                             |           |  |
| Anđelković 8’ Ardemagni 30’ | Marcatori |  |

| Arbitro: | Fabbri (Ravenna) |

|               |           |                                                            |
| Ardemagni 71’ | Marcatori | 12’ Comi 92’ Barillà 95’ M. Fischnaller 99’, 117’ A. Viola |

## Statistiche

### Statistiche di squadra
| Competizione | Punti | In casa | In casa | In casa | In casa | In casa | In casa | In trasferta | In trasferta | In trasferta | In trasferta | In trasferta | In trasferta | Totale | Totale | Totale | Totale | Totale | Totale | DR |
| Competizione | Punti | G       | V       | N       | P       | Gf      | Gs      | G            | V            | N            | P            | Gf           | Gs           | G      | V      | N      | P      | Gf     | Gs     | DR |
| ------------ | ----- | ------- | ------- | ------- | ------- | ------- | ------- | ------------ | ------------ | ------------ | ------------ | ------------ | ------------ | ------ | ------ | ------ | ------ | ------ | ------ | -- |
| Serie B      | 55    | 21      | 8       | 8       | 5       | 27      | 19      | 21           | 7            | 4            | 10           | 25           | 32           | 42     | 15     | 12     | 15     | 52     | 51     | +1 |
| Coppa Italia |       | 2       | 1       | 0       | 1       | 3       | 5       |              |              |              |              |              |              | 2      | 1      | 0      | 1      | 3      | 5      | -2 |
| Totale       | -     | 23      | 9       | 8       | 6       | 30      | 24      | 21           | 7            | 4            | 10           | 25           | 32           | 44     | 16     | 12     | 16     | 55     | 56     | -1 |